# 5826 Bradstreet
Az 5826 Bradstreet (ideiglenes jelöléssel (5826) 1990 DB) a Naprendszer kisbolygóövében található aszteroida. Ueda és Kaneda fedezte fel 1990. február 16-án.